# Global Cycling Network
Global Cycling Network è un servizio a pagamento di video streaming online, sia in diretta che on demand al ciclismo e al triathlon, di proprietà della Warner Bros. Discovery.
Nato come canale in lingua inglese su YouTube nel 2013, progressivamente sono state lanciate analoghe versioni in altre cinque lingue, una app e la piattaforma GCN+ che mette a disposizione la visione delle corse, trasmissioni televisive e documentari a tema ciclistico.

## Storia
Il 1º gennaio 2013 venne lanciato su YouTube il canale Global Cycling Network da Simon Wear, fondatore di SHIFT Active Media. L'obiettivo originale era creare un network di creatori di contenuti per il ciclismo e promuovere il ciclismo globalmente, oltre a promuovere aziende e brand del settore. Nel 2016 venne scorporata da SHIFT una parte dell'azienda e la gestione del canale passò alla nuova Play Sports Network e un anno dopo, il 27 febbraio 2017, il 20% di questa venne acquistata dal Gruppo Discovery, proprietaria anche di Eurosport per poi salire fino al 71% nel 2019.
Nel canale in lingua inglese i conduttori sono gli ex ciclisti professionisti Daniel Lloyd e Simon Richardson. Nel febbraio 2018, per poco più di un anno, si aggiunse la campionessa mondiale di cronometro e duathlon Emma Pooley e il giornalista Oliver Bridgewood. L'anno successivo invece hanno condotto anche l'ex ciclista e ciclocrossista americano Jeremy Powers e il pistard Manon Lloyd.

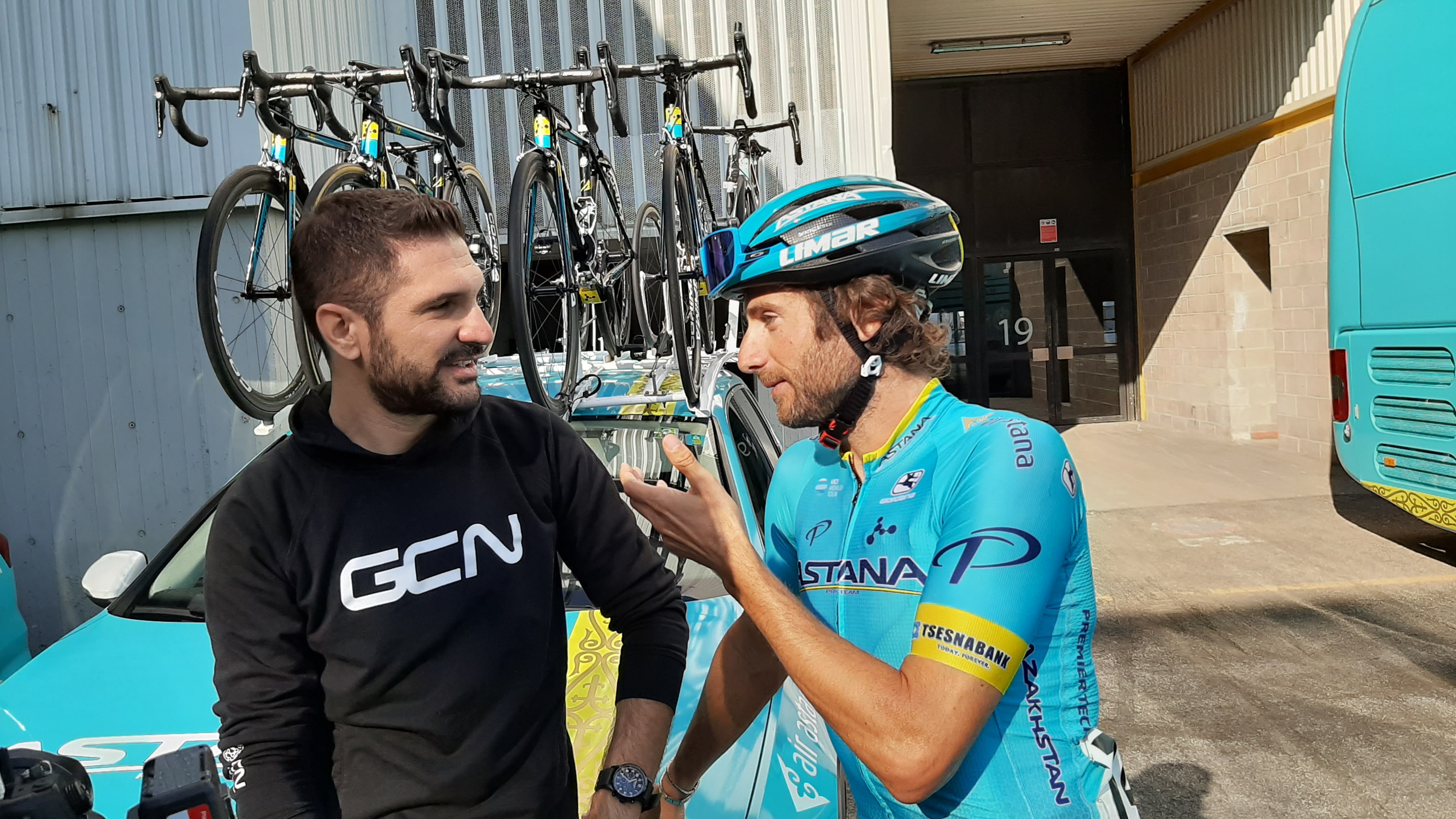
Alan Marangoni intervista Manuele Boaro per GCN Italia nel 2019.

Da metà 2018 il network si è espanso ad altre lingue: prima è nato GCN en Español, in lingua spagnola con conduttore l'ex ciclista Lucas Sebastián Haedo e poi l'anno successivo sono arrivati GCN Italia con gli ex ciclisti Alan Marangoni e Giorgio Brambilla a condurre lo show in italiano e GCN Japan, la prima versione prodotta fuori dal vecchio continente condotta da Yukihiro Doi. Ultime ad essere state lanciate, nel 2020, la versione in tedesco con Mario Vogt e Björn Thurau e in francese con Florian Chabbal e Loic Chetout. Sovente capitano collaborazioni tra i vari canali con video che vedono la partecipazione dei conduttori di diverse lingue.
Dopo aver raggiunto i 2,5 milioni di iscritti e nel mentre aver aperto anche i canali paralleli Global Mountain Bike Network e Global Triathlon Network dedicati appunto a mountain bike e triathlon, nel 2021 da canale YouTube si è esteso a vero e proprio provider di streaming on demand e di dirette televisive delle corse professionistiche, andando a creare il servizio GCN+, con il quale trasmette tutte le corse dell'UCI World Tour e le principali dei circuiti continentali. La piattaforma è visibile in Regno Unito, Stati Uniti d'America, Canada, Italia, Spagna, Germania, Giappone, Australia, Francia, Austria, Danimarca, Svezia, Finlandia e Norvegia.

## Versioni dei canali YouTube
| Lingua     | Nome                   | Data di lancio  | Conduttori |
| ---------- | ---------------------- | --------------- | --- |
| Inglese    | Global Cycling Network | 1º gennaio 2013 | Attuali: Oliver Bridgewood, Conor Dunne, Manon Lloyd, Alex Paton Passati: Matt Stephens, Emma Pooley, Katherine Moore, Jeremy Powers |
| Spagnolo   | GCN en Español         | 6 luglio 2018   | Attuali: Lucas Sebastián Haedo, Bernat Font Passati: Mayalen Noriega, Oscar Pujol                                                    |
| Italiano   | GCN Italia             | 1º gennaio 2019 | Giorgio Brambilla, Alan Marangoni |
| Giapponese | GCN Japan              | 18 giugno 2019  | Yukihiro Doi, Takumi Beppu |
| Tedesco    | GCN auf Deutsch        | 21 gennaio 2020 | Attuali: Richard Weinzheimer, Tobias Knaup Passati: Mario Vogt, Björn Thurau                                                         |
| Francese   | GCN en Français        | 28 luglio 2020  | Attuali: Maxime Prieur, Alexys Brunel Passati: Florian Chabbal, Loïc Chetout                                                         |